# Turgenia lisaeoides
Turgenia lisaeoides är en flockblommig växtart som beskrevs av C.C.Towns. Turgenia lisaeoides ingår i släktet stickkörvlar, och familjen flockblommiga växter. Inga underarter finns listade i Catalogue of Life.